# −1 (tal)

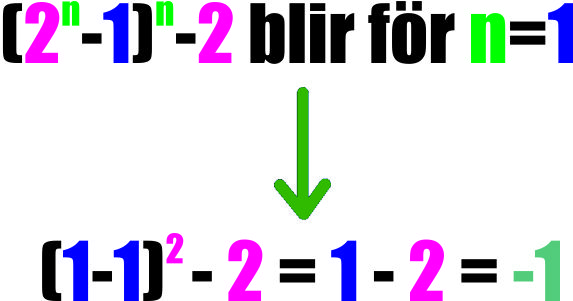
-1 är det första caroltalet i ordningen.

−1 (minus ett) är det negativa heltal som följer −2 och följs av det varken negativa eller positiva talet 0.

## Inom matematiken
- -1 är ett Caroltal.

Talet −1 definieras som den additiva inversen till 1, det vill säga det tal vars summa med 1 är lika med 0.
Heltalen är den minsta ring som innehåller de naturliga talen och talet −1. Man kan visa med hjälp av den distributiva lagen, samt det faktum att 1 är en multiplikativ enhet, att
{\displaystyle (-1)(-1)=1}
Att −1 är den additiva inversen till 1 ger:
{\displaystyle (1+(-1))*(1+(-1))=0}
Distributiva lagen ger:
{\displaystyle (1*1)+1*(-1)+(-1)*1+(-1)(-1)=0}
Att 1 är en multiplikativ enhet, det vill säga att 1 · a = a ger:
{\displaystyle 1-1-1+(-1)(-1)=0}
{\displaystyle -1+(-1)(-1)=0}
{\displaystyle (-1)(-1)=1}
−1 är dessutom kvadraten på den imaginära enheten, i, det vill säga i2 = −1.

## Användning
- SI-prefixet deci-, 10−1